# Bleury (Eure-et-Loir)
Pour les articles homonymes, voir Bleury.
Bleury est une ancienne commune française, située dans le département d'Eure-et-Loir et la région Centre-Val de Loire.
Entre le 1er janvier 2012 et le 31 décembre 2015, elle a formé avec la commune de Saint-Symphorien-le-Château la commune nouvelle de Bleury-Saint-Symphorien, elle-même devenue le 1er janvier 2016 une commune déléguée au sein de la commune nouvelle d'Auneau-Bleury-Saint-Symphorien. 

## Géographie

### Localisation
Le centre-bourg de Bleury est située à un kilomètre à l'ouest du centre-bourg du village de Saint-Symphorien-le-Château, et à vingt quatre kilomètres de Chartres, ville la plus proche.

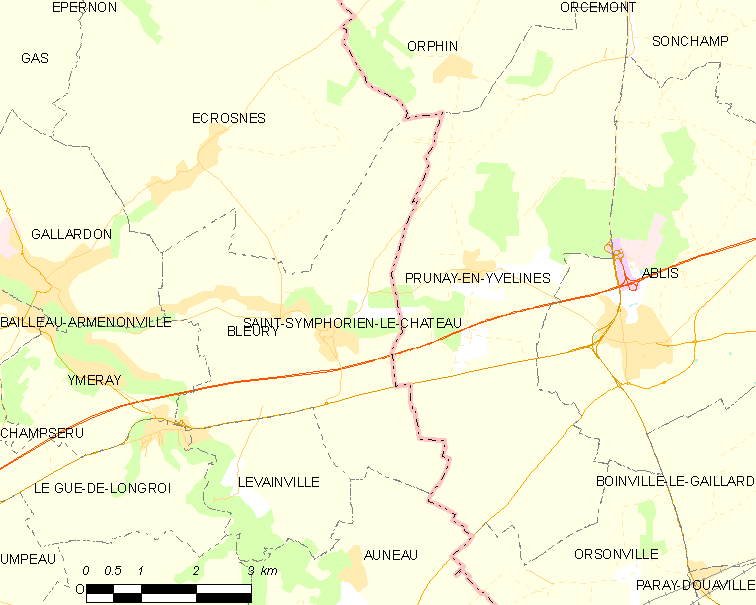
Carte de Bleury-Saint-Symphorien et des communes limitrophes.

### Hydrographie
- La Rémarde affluent rive droite de la Voise traverse la commune.
- La Voise en limite sud-ouest de la commune.

## Histoire
- Des traces d'occupation sembleraient remonter du XIe siècle étant donné l'église qui trône au milieu du village.
- 1817 : délimitation réalisée de Saint-Chéron-du-Chemin d’avec Bleury et Ymeray par Ordonnance Royale du 3 septembre : Bleury et Ymeray cèdent leur partie du village du Gué-de-Longroi à Saint-Chéron-du-Chemin[3].
- 1818 : délimitation réalisée de Bleury d’avec Levainville et Saint-Chéron-du-Chemin par Ordonnance Royale du 18 novembre[4].
- Bleury est ensuite devenu un village d'étape où l'agriculture prospérait, la commune a accueilli trois cafés aux XIXe et XXe siècles. Cependant, toute activité économique a cessé à la fin du XXe siècle avec l'exode rural important et le déclin de l'agriculture.

## Politique et administration

### Liste des maires
| Période                                  | Période       | Identité         | Étiquette | Qualité                                                          |
| ---------------------------------------- | ------------- | ---------------- | --------- | ---------------------------------------------------------------- |
| Les données manquantes sont à compléter. |               |                  |           |                                                                  |
| mars 1989                                | décembre 2004 | Catherine Pesnot | DVG       | Mère de famille Suppléante du député Georges Lemoine (1997-2002) |
| janvier 2005                             | décembre 2011 | Juliett Guiot    |           |                                                                  |

Depuis janvier 2012, la commune n'est plus une collectivité territoriale autonome, même si elle reste une subdivision administrative. La commune nouvelle dont elle fait partie et qui l'administre officiciellement n'a cependant pas souhaité maintenir un conseil municipal délégué avec un maire délégué dans cette subdivision, mais une mairie annexe est maintenue pour certains services limités de proximité.

## Population et société

### Évolution démographique
L'évolution du nombre d'habitants est connue à travers les recensements de la population effectués dans la commune depuis 1793. À partir du 1er janvier 2009, les populations légales des communes sont publiées annuellement dans le cadre d'un recensement qui repose désormais sur une collecte d'information annuelle, concernant successivement tous les territoires communaux au cours d'une période de cinq ans. 
Pour les communes de moins de 10 000 habitants, une enquête de recensement portant sur toute la population est réalisée tous les cinq ans, les populations légales des années intermédiaires étant quant à elles estimées par interpolation ou extrapolation. Pour la commune, le premier recensement exhaustif entrant dans le cadre du nouveau dispositif a été réalisé en ,.
En 2009, la commune comptait 506 habitants.
| 1800 | 1806 | 1821 | 1831 | 1836 | 1841 | 1846 | 1851 | 1861 |
| ---- | ---- | ---- | ---- | ---- | ---- | ---- | ---- | ---- |
| 532  | 539  | 452  | 433  | 431  | 460  | 440  | 436  | 408  |

| 1866 | 1872 | 1876 | 1881 | 1886 | 1891 | 1896 | 1901 | 1906 |
| ---- | ---- | ---- | ---- | ---- | ---- | ---- | ---- | ---- |
| 410  | 429  | 434  | 412  | 413  | 440  | 439  | 403  | 379  |

| 1911 | 1921 | 1926 | 1931 | 1936 | 1946 | 1954 | 1962 | 1968 |
| ---- | ---- | ---- | ---- | ---- | ---- | ---- | ---- | ---- |
| 394  | 306  | 324  | 302  | 276  | 266  | 211  | 162  | 164  |

| 1975 | 1982 | 1990 | 1999 | 2006 | 2007 | 2008 | 2009 | - |
| ---- | ---- | ---- | ---- | ---- | ---- | ---- | ---- | - |
| 176  | 270  | 395  | 422  | 452  | 470  | 488  | 506  | - |

Ces habitants sont appelés Bleurisiens et Bleurisiennes, la population semblerait être plus majoritairement féminine que masculine avec une hause constante du nombre d'habitants.

### Enseignement
Le village de Bleury accueillait une école primaire qui se situait à côté de la mairie. Malheureusement, cette école a été supprimée en raison du nombre peu élevé d'élèves. Un panneau où figure le mot "école" est cependant encore visible. L'ex-école est devenu depuis une annexe à la mairie et la salle de classe encore visible de la rue n'est plus qu'un local vidé de ses mobiliers.
Les jeunes Bleurisiens sont désormais contraint d'aller à l'école à Saint-Symphorien-le-Château ou à Chartres.
Un panneau rappelle un épisode de l'histoire de l'école en 1893.
En revanche, il n'y a jamais eu de collèges ni de lycées à Bleury.

## Lieux et monuments

### Église Saint-Martin
Inscrit MH (2007)

Cette église date du XVIe siècle et possède à l'intérieur une pierre tombale gravée de Léonor de Lars, dame de Saint-Sec,  Classé MH (1904).

### Viaduc

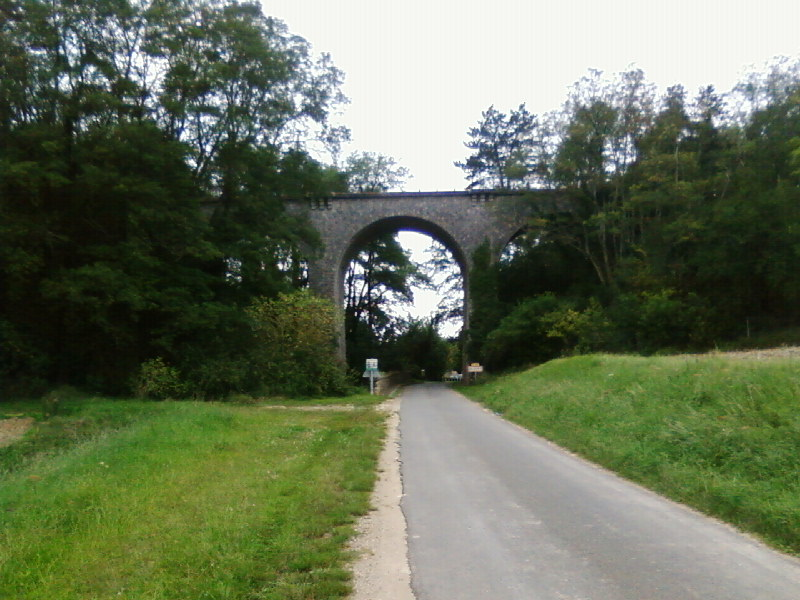
Le viaduc de Bleury.

Ce viaduc a été construit pour l'ancienne liaison ferroviaire de Paris à Chartres par Gallardon, également nommée ligne d'Ouest-Ceinture à Chartres.